# Кальтаніссетта (провінція)
Провінція Кальтаніссетта (італ. Provincia Regionale di Caltanissetta) — провінція в Італії, у регіоні Сицилія.
Площа провінції — 2 124 км², населення — 269 706 осіб.
Столицею провінції є місто Кальтаніссетта.

## Географія
Межує на півночі з провінцією Палермо, на сході з провінцією Енна, провінцією Катанія і провінцією Рагуза, на заході з провінцією Агрідженто.

## Основні муніципалітети
Найбільші за кількістю мешканців муніципалітети (ISTAT):
- Джела - 77.260 осіб
- Кальтаніссетта - 60.692 осіб
- Нішемі - 26.911 осіб
- Сан-Катальдо - 23.182 осіб
- Маццаріно - 12.382 осіб
- Муссомелі - 11.354 осіб.